# Postmen in the Mountains
Pour plus de détails, voir Fiche technique et Distribution.
Postmen in the Mountains (那山那人那狗, Na shan na ren na gou) est un film chinois réalisé par Huo Jianqi, sorti en 1999.

## Synopsis
Dans les années 1980 dans la région montagneuse du Hunan, un jeune homme commence son métier de facteur. Son père, facteur vétérant contraint à la retraite à la suite d'une blessure, l'accompagne dans sa tournée.

## Fiche technique
- Titre : Postmen in the Mountains
- Titre original : 那山那人那狗 (Na shan na ren na gou)
- Réalisation : Huo Jianqi
- Scénario : Si Wu d'après une nouvelle de Peng Jianming
- Musique : Wang Xiaofeng
- Photographie : Zhao Lei
- Montage : Gan Xinrong et Liu Fang
- Production : Kang Jianmin
- Société de production : Xiaoxiang Film Group
- Pays :  Chine
- Genre : Drame
- Durée : 93 minutes
- Dates de sortie : 
  -  Chine : 1999

## Distribution
- Teng Rujun : le père
- Liu Ye : le fils
- Hao Chen : la fille de Dong
- Dang Hao : le jeune père
- Zhao Xiuli : la père

## Distinctions
Le film a été nommé pour six Coqs d'or et en a reçu deux : meilleur film et meilleur acteur pour Teng Rujun.